# Gerník

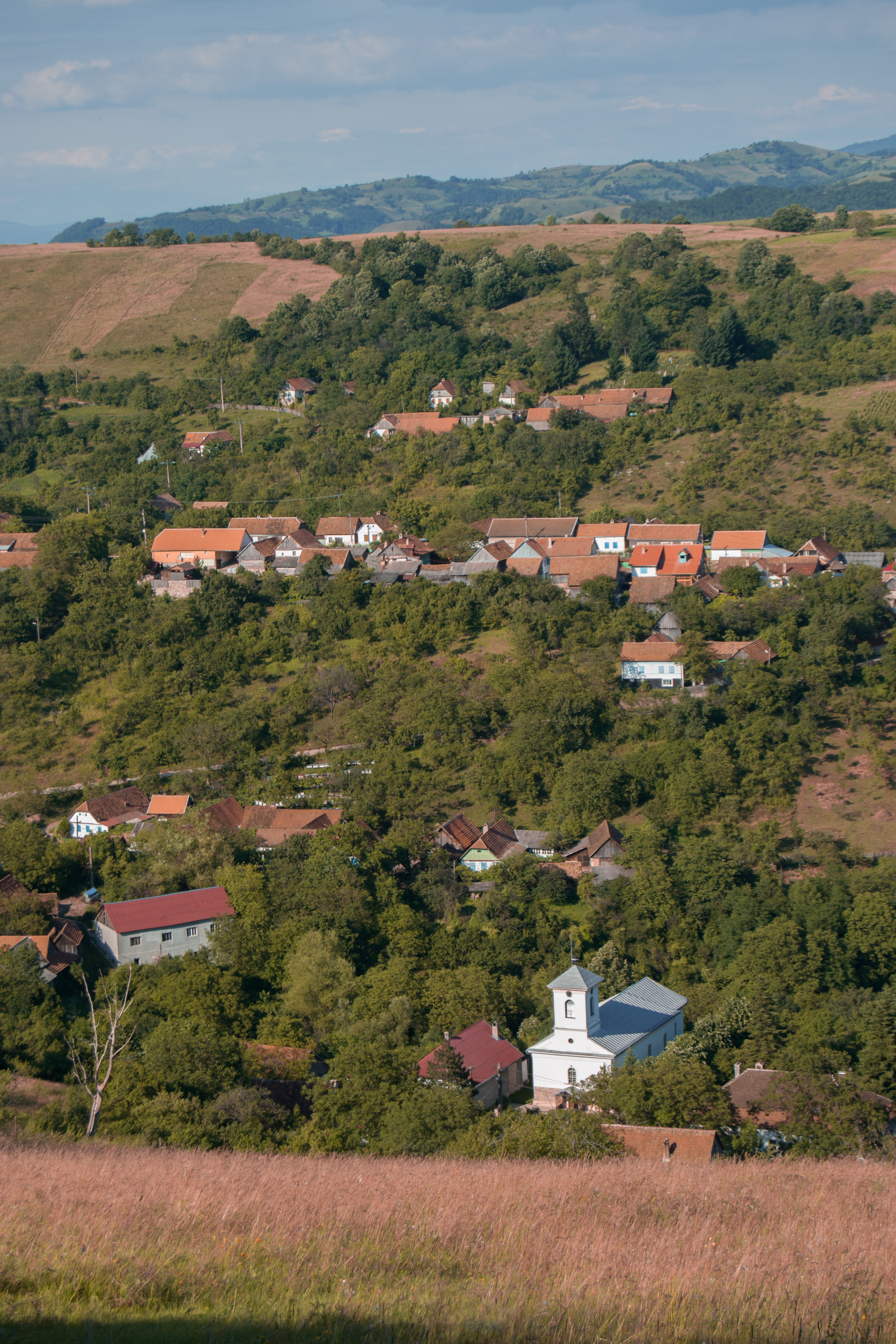
Gerník

Gerník (rumunsky Gârnic, německy Weitzenried, maďarsky Szőrénybuzás) je největší z šesti českých vesnic v rumunském Banátu, jako jediná z nich má i vlastní obecní úřad, pod který spadá i sousední rumunská vesnice Padina Matei a další osady.
Obec se nachází v jižní části župy Caraș-Severin ve výšce asi 600 m n. m. Se sousedními českými vesnicemi Svatá Helena (14 km) a Rovensko (15 km) jej spojuje červená značka vyznačená Klubem českých turistů.
Obec vznikla roku 1827 na popud Rakouské monarchie, která chtěla v této řídce osídlené oblasti zajistit ochranu zdejší vojenské hranice. Místní obyvatelé se živí především zemědělstvím, v poslední době se rozvíjí také agroturistika. Dlouhou tradici zde má také výroba vápna v zemních pecích. V Gerníku a větší sousední vesnici Padina Matei žije 975 obyvatel. V samotném Gerníku je to 230 obyvatel.

## Okolí
Asi 4 kilometry východně od obce, v údolí u Petra, se nachází soustava pěti původních vodních mlýnů. Většina již neslouží svému účelu. Proti typickým českým mlýnům jsou jednodušší konstrukce a nejsou obývány, tvoří je pouze malá místnost pro mletí a druhá pro dobytek. Mlýn bývá spoluvlastnictvím několika gernických rodin. Nad vesnicí je také krátká jeskyně zvaná Filipova díra.